# Atari 7800
De Atari 7800 is een spelcomputer die in 1986 door Atari is geïntroduceerd (een korte testmarkt vond plaats in juni 1984). De 7800 moest de weinig succesvolle Atari 5200 vervangen en Atari's marktleiderschap opnieuw vestigen ten koste van Intellivision en ColecoVision. Bij dit systeem had Atari alle tekortkomingen van Atari 5200 grondig aangepakt. Het systeem had eenvoudige digitale joysticks, was bijna volledig achterwaarts compatibel met de Atari 2600 en was bovendien betaalbaar (oorspronkelijk geprijsd op 140 Amerikaanse dollar).

## Ontwikkeling
De 7800 was het eerste spelsysteem van Atari dat buiten het bedrijf (door GCC) was ontworpen en ontwikkeld (ook de toekomstige Atari Lynx en Atari Jaguar zouden extern worden ontwikkeld). Het was dusdanig ontworpen dat het tot een volwaardige thuiscomputer kon worden opgewaardeerd - een toetsenbord was ontwikkeld dat over een uitbreidingspoort (de SIO-poort van de Atari 8-bitscomputerlijn) beschikte voor de aansluiting van randapparatuur als diskdrives en printers (dit moet niet worden opgevat alsof deze computeruitbreiding was ontwikkeld om de 7800 in staat te stellen om softwareprogramma's ontwikkeld voor Atari-computers uit te kunnen voeren, aangezien de architectuur van de twee systemen volledig van elkaar verschilden). GCC had ook een 'high scorecartridge' ontworpen, een met een batterij uitgeruste RAM-cartridge voor het opslaan van spelscores. Atari fabriceerde echter geen van deze accessoires, en na de eerste fabricageronde werd ook de uitbreidingspoort weggelaten.
In 1987 werd de Atari XEGS gelanceerd. Deze was uitgerust met een lichtpistool, de XG-1. De XG-1 was volledig compatibel met de 7800 en 2600 en Atari gaf vier spellen voor de 7800 uit die deze accessoire ondersteunden.
De markt voor de 7800 werd getest in Zuid-Californië in juni 1984. Eén maand later verkocht Warner Communications Atari aan Jack Tramiel die echter geen spelcomputer wilde fabriceren. Hij trok de stekker uit alle aan computerspellen gerelateerde projecten en besliste dat ze zich op Atari's bestaande computerlijn zouden concentreren om met de ontwikkeling van de nieuwe 16-bitscomputerlijn (die als Atari ST zou verschijnen) te beginnen.
De 7800 werd echter opnieuw geïntroduceerd in de winter van 1986 na het succes van Nintendo's NES, die aantoonde dat de spelcomputermarkt nog steeds levensvatbaar was. Echter, tegen de tijd dat de 7800 opnieuw de markt betrad had de NES 90% van de spelcomputermarkt in handen en het rivaliserende Master System van Sega grotendeels de rest.
De technische superioriteit van de 7800 wordt heden ten dage nog steeds betwist. De architectuur is hoofdzakelijk een Atari 2600 met een licht verbeterde processor en een geavanceerde grafische chip (MARIA). Terwijl het systeem op het scherm veel meer bewegende objecten kon afhandelen (tot 100) dan zijn directe concurrenten, werden de audiomogelijkheden beperkt wegens gebrek aan ruimte op het moederbord. Om deze achterstand te overbruggen stonden Atari's ontwerpers spellen (in het bijzonder conversies van de Atari 400/800-computerlijn) toe een POKEY-geluidschip in de spelcartridge op te nemen. Slechts twee spellen, Ballblazer en Commando, gebruikten de POKEY-chip.
De 7800 was ook moeilijker te programmeren dan andere beschikbare systemen, hoewel dit gedeeltelijk teniet werd gedaan door het feit dat vele spelprogrammeurs reeds goed thuis waren in het programmeren van de 2600.
Later in de eenentwintigste eeuw had Atari een mini Atari 7800 gemaakt. Dit apparaat had dezelfde vorm maar er ontbrak een cartridge-slot. Er waren namelijk 20 Atari-games ingebouwd. Dit product wordt nu ook niet meer verkocht.

## De nasleep
De 7800 zag zich geplaagd door een ernstige softwaredroogte die kenmerkend werd voor alle, na de ineenstorting van de spelcomputermarkt in 1983, verkochte Atari-spelcomputers. Er werden relatief weinig titels door Atari zelf uitgebracht, waarvan velen ongepolijst waren en werden gekenmerkt door een gebrek aan features of zelfs spellen waren die reeds eerder op voorgaande Atari-spelcomputers waren uitgebracht.

## Technische specificaties
- CPU: aangepaste MOS Technology 6502C
  - kloksnelheid: 1,79 MHz, zakt naar 1,19 MHz als de TIA of RIOT-chips worden aangesproken
  - (opmerking: dit is Atari's aangepaste 6502-chip, die kan worden onderbroken om andere apparaten de systeembus te laten besturen)
- RAM: 4 kiB
- ROM: ingebouwde 4 kiB BIOS ROM, 48 kiB ROM-cartridgeruimte zonder bank switching
- Grafisch: MARIA aangepaste grafische controller, resolutie 320x200 met 256 kleuren
  - grafische kloksnelheid: 7,16 MHz
- I/O: joystick en console switch I/O handled byte 6532 RIOT and TIA
- Aansluitingen: 2 joystickpoorten, 1 cartridgepoort, 1 uitbreidingsconnector, Power in, RF-uitvoer
- Geluid: TIA aangepaste geluidschip, gelijk aan de Atari 2600

## Systeemrevisies
Prototypen:
- Atari 3600 - origineel modelnummer
- Atari CX-9000 Video Computer System

Productie:
- Atari CX7800 - sterk gewijzigd en verbeterd 2600-model. Twee joystickpoorten op het lagere voorpaneel. Nieuwe chipset (geluidschip uitgezonderd; pokey-chips konden worden toegevoegd aan de spelcartridges). Een uitbreidingspoort aan de zijkant voor randapparatuur en verbeteringen. Meegeleverde accessoires waren twee CX24 ProLine joysticks, AC-adapter, switchbox, RCA-verbindingskabel en spelcartridge Pole Position II.
- Atari CX7800 - tweede revisie. Licht gewijzigd moederbord, een extra toegevoegd timing circuit. Uitbreidingspoortconnector verwijderd van het moederbord maar is nog steeds op het moederbord geëtst. De inkeping van de uitbreidingsconnector is nog steeds zichtbaar op het omhulsel.
- Atari CX7800 - derde revisie. Als hierboven maar met slechts een klein "blemish"-teken op het omhulsel.

## Zie verder
- Atari 2600
- Atari 5200